# Marcel Lenz (Handballspieler)
Marcel Lenz (* 21. Oktober 1989) ist ein deutscher Handballspieler. Seine Körperlänge beträgt 1,83 m.
Lenz spielte von Juli 2008 bis Juni 2011 für die 2. Mannschaft des TV Bittenfeld und wurde dort auch in der 1. Mannschaft in der 2. Bundesliga eingesetzt. 2011 wechselte Lenz zum Drittligisten HV Stuttgarter Kickers. Mitte Juli 2012 stellte der HV Stuttgarter Kickers den Spielbetrieb wegen Insolvenz ein, daher wechselte Lenz zum TSV Schmiden in die Württembergliga. Im Sommer 2014 wechselte Lenz vom TSV Schmiden zum Drittligisten TSB Heilbronn-Horkheim. Seit 2018 spielt er für die HC Oppenweiler/Backnang in der Dritten Liga Süd.
Lenz spielt auf der Position des linken Außenspielers. Neben Hallenhandball spielt er auch Beachhandball und gehört dort den Die Otternasen an. 2021 wurde er bei den Deutschen Meisterschaften mit seiner Mannschaft Vierter.
Neben seiner Tätigkeit als Handballspieler absolvierte Lenz ein Studium zum Realschullehrer. Sören Lenz, der jüngere Bruder von Marcel Lenz, ist ebenfalls als Handballspieler aktiv, er spielte unter anderem für den TV Bittenfeld und den HSC Schmiden-Oeffingen.